# 中津川市立加子母中学校
中津川市立加子母中学校（なかつがわしりつ かしもちゅうがっこう）は、岐阜県中津川市にある公立中学校。
加子母地区の中学校であり、加子母小学校の児童が進学する。

## 沿革
- 1947年（昭和22年）4月 - 恵那郡加子母村に加子母村立加子母中学校として開校。加子母小学校の校舎の一部、及び旧・青年学校校舎を仮校舎とする。
- 1950年（昭和25年） - 校舎を新築。
- 1966年（昭和41年） - 校舎を新築（鉄筋コンクリート造3階建）する。
- 2005年（平成17年）2月13日 - 加子母村が中津川市に編入される。同時に中津川市立加子母中学校に改称する。